# Johnston McCulley
Pour les articles homonymes, voir McCulley.
Œuvres principales
- Le Fléau de Capistrano (roman, 1919)

Johnston McCulley, né le 2 février 1883 à Ottawa, en Illinois, et mort le 23 novembre 1958 à Los Angeles, en Californie, est un écrivain et scénariste américain, créateur du personnage de Zorro. Il a également publié sous un grand nombre de pseudonymes, dont Harrington Stone et Raley Brien.

## Biographie
Il commence comme reporter de faits divers pour The Police Gazette et sert comme officier des affaires publiques de l'armée pendant la Première Guerre mondiale. Amateur féru d'histoire, il en vient au roman à sensation et aux scénarios, utilisant souvent le sud de la Californie comme décor.
Son protagoniste est d'abord apparu en feuilleton dans The Curse of Capistrano (littéralement : Le Fléau de Capistrano) en 1919, dans le pulp magazine All-Story Weekly.
Zorro devient son personnage le plus durable, apparaissant dans quatre romans (les trois derniers ont tous été publiés en feuilleton dans Argosy Magazine, qui avait absorbé All-Story). Le premier apparaît en 1919, le deuxième en 1922, puis il y eut un intervalle important avant la parution du troisième roman Zorro Rides Again en 1931. La série compte en outre une cinquantaine de nouvelles. Johnston McCulley a également écrit des récits originaux et signé quelques scénario pour la série télévisée américaine Zorro, produite par les studios Disney de 1957 à 1961, où Guy Williams incarne le rôle-titre.
Johnston McCulley a également publié des romans westerns et plusieurs centaines de nouvelles qui sont des récits western ou d'aventures, mais qui appartiennent surtout au genre policier avec des héros « hors-la-loi qui font trembler les lecteurs de Detective Story Magazine (en), malfaiteurs ou vengeurs mais jamais assassins, dont la plupart apparaissent masqués ou costumés, préfigurant la vague super-héros [...] des années 1930 ». L'un de ces héros, un maître criminel surnommé The Black Star, est « chef d'une organisation criminelle qu'un détective dilettante, Roger Verbeck, ne cesse de contrer », mais le plus sympathique demeure Thubway Tham, « un petit pickpocket zézayeur officiant dans le métro (d'où son surnom), [spécialisé dans les] portefeuilles dérobés à de sinistres individus, à la barbe de son éternel ennemi, le policier Craddock ». Quelques aventures de Thubway Tham ont été traduites en français, qui est parfois rebaptisé Zubway Zam.

## Œuvre

### Romans

#### SérieZorro
- The Curse of Capistrano (1919), réédité sous le titre The Mark of Zorro en 1924 Publié en français sous le titre Le Signe de Zorro, Paris, Hachette, coll. « Bibliothèque verte », 1986  (ISBN 2-01-011680-1) ; réédition dans une nouvelle traduction sous le titre La Marque de Zorro, Paris, Gallimard, coll. « Folio junior » no 813, 1997  (ISBN 2-07-059511-0)
- The Further Adventures of Zorro (1922)
- Zorro Rides Again (1931)

- Mysterious Don Miguel (1935) Publié en français sous le titre Zorro et son double, Paris, Gallimard, coll. « Folio junior » no 922, 1998  (ISBN 2-07-052193-1)
- Zorro’s Fight for Life (1951), court roman Publié en français sous le titre La Vengeance de Zorro, Paris, Gallimard, coll. « Folio junior » no 923, 1998  (ISBN 2-07-052229-6)

#### SérieBlack Star
- The Black Star (1921)
- Black Stars Campaign (1924)
- Black Stars Return (1927)
- Black Star's Revenge (1934), aussi titré Black Star Again

#### SérieDelton Prouse, the Crimson Clown
- The Crimson Clown (1928)

#### SériePeter Noggins
- Wild Noreen (2007), publication posthume, sous forme de roman, des nouvelles ayant pour héros Peter Noggins, initialement parues sous la signature Harrington Strong

#### Autres romans
- Broadway Bab (1919)
- The Rangers' Code (1924)
- The Spiders's Fury (1930)
- The Flaming Stallion (1932)
- The Range Cavalier (1933)
- Canyon of Peril (1935)
- Reckless Range (1937)
- South of the Pass (1944)
- Senor Avalanche (1946)
- The Caballero (1948)
- Gold of Smoky Mesa (1949)
- The Cougar Kid (1950)
- Iron Horse Town (1952)
- Texas Showdown (1953)
- The Devil's Doubloons (1955)
- The Tenderfoot (1957)
- The Masked Woman (2006), publication posthume
- The Scarlet Scourge (2007), publication posthume

#### Romans signés Harrington Strong
- Legal Settlement (1922)
- The Brand of Silence (1924)
- Who Killed William Drew? (1925)
- The Hooded Stranger (1926)

#### Roman signé John Mac Stone
- The Daughter of the Idol (1910)

### Nouvelles

#### SérieZorro
- Zorro Saves a Friend (1932)
- Zorro Hunts a Jackal (1933), aussi titré Zorro Hunts by Night
- Zorro Deals with Treason (1934)
- The Sign of Zorro (1941)
- Zorro Draws His Blade (1944)
- Zorro Upsets a Plot (1944)
- Zorro Strikes Again (1944)
- Zorro Saves a Herd (1945)
- Zorro Runs the Gauntlet (1945)
- Zorro Fights a Duel (1945)
- Zorro Opens a Cage (1945)
- Zorro Prevents a War (1945)
- Zorro Fights a Friend (1945)
- Zorro’s Hour of Peril (1945)
- Zorro Lays a Ghost (1945)
- Zorro Frees Some Slaves (1946)
- Zorro’s Double Danger (1946)
- Zorro’s Masquerade (1946)
- Zorro Stops a Panic (1946)
- Zorro’s Twin Perils (1946)
- Zorro Plucks a Pigeon (1946)
- Zorro Rides at Dawn (1946)
- Zorro Takes the Bait (1946)
- Zorro Raids a Caravan (1946)
- Zorro’s Moment of Fear (1947)
- Zorro Saves His Honor (1947)
- Zorro and the Pirate (1947)
- Zorro Beats a Drum (1947)
- Zorro’s Strange Duel (1947)
- A Task for Zorro (1947)
- Zorro’s Masked Menace (1947)
- Zorro Aids an Invalid (1947)
- Zorro Saves an American (1947)
- Zorro Meets a Rogue (1947)
- Zorro Races with Death (1947)
- Zorro Fights for Peace (1947)
- Zorro Serenades a Siren (1948)
- Zorro Meets a Wizard (1948)
- Zorro Fights with Fire (1948)
- Gold for a Tyrant (1948)
- The Hide Hunter (1948)
- Zorro Shears Some Wolves (1948)
- The Face Behind the Mask (1948)
- Zorro Starts the New Year (1949)
- Hangnoose Reward (1949)
- Zorro’s Hostile Friends (1949)
- Zorro’s Hot Tortillas (1949)
- An Ambush for Zorro (1949)
- Zorro Gives Evidence (1949)
- Zorro Curbs a Riot (1950)
- Three Strange Peons (1950)
- Zorro Nabs a Cutthroat (1951)
- Zorro Gathers Taxes (1951)
- Zorro Rides the Trail! (1954)
- The Mask of Zorro (1959)

#### SérieThe Black Star
- Rogue for a Day (1916), signée du pseudonyme John Mack Stone
- Black Star's Defiance (1916), signée du pseudonyme John Mack Stone
- Black Star’s Subterfuge (1916), signée du pseudonyme John Mack Stone
- Black Star's Revenge (1916), signée du pseudonyme John Mack Stone
- Black Star's Masquerade (1916)
- Black Star's Mistake (1917)
- Black Star’s Return (1917)
- Black Star’s Rebuke (1917)
- Black Star's Serenade (1917)
- Black Star's Raid (1917)
- Black Star's Hobby Book (1918)
- The Defeat of Black Star (1918)
- Black Star’s Campaign (1919)
- Black Star Comes Back (1921)
- Black Star on the Air (1928)
- Sixty 'iles of Peril (1928)
- Black Star Back- and How (1930)

#### SérieRichard Hugues, the Railroad Detective
- The Light that Shone and Disappeared (1908)
- When the Wires Bore the Call for Help through the Blizzard (1908)
- His Hour of Peril when Crime Stalked through the Freight-Yards (1908)
- The Double Bluff when Shorty Tried to Get Square with the Man Who Sent Him Up (1908)
- The Man on the Pilot Engine and the Battle at the Switch (1908)
- The Secret Service Man Unearths a Piece of Corporation Villainy and Learns the Meaning of Gratitude (1908)

#### SérieTerry Trimble
- Trimble, Trouble Maker (1917)
- Germs of Bedlam (1917)
- Seven Circles (1917)
- The Perfect Crime (1917)
- Four Squares (1917)
- The Lost Disk (1917)
- Terry Trimble and the Impostor (1917)
- Murderer’s Mail (1919)
- Tragedy Trail (1919)
- Terry Trimble’s Fox Hunt (1919)
- Terry Trimble and the Hidden Tube (1919)

#### SérieThumbway Tham
- Thubway Tham (1918)
- Thubway Tham’s Rival (1918)
- Thubway Tham’s Romance (1918)
- Thubway Tham’s Act of Mercy (1918)
- Thubway Tham’s Income Tax (1918)
- Thubway Tham’s Inthane Moment (1918)
- Thubway Tham’s Thanksgiving Dinner ( 1918)
- Thubway Tham’s Double (1918)
- Thubway Tham’s Merry Christmas (1918)
- Thubway Tham’s Understudy (1918)
- Thubway Tham’s Triumph (1919)
- Thubway Tham and Elevated Elmer (1919)
- Thubway Tham’s Baggage Check (1919)
- Thubway Tham, Philanthropist (1919)
- Thubway Tham’s Inthuranthe (1919)
- Thubway Tham’s Holdup (1919)
- Thubway Tham’s Bank Account (1919)
- Thubway Tham’s Vacation (1919)
- Thubway Tham’s Gloriouth Fourth (1919)
- Thubway Tham’s Flivver (1919)
- Thubway Tham, Fashion Plate (1919)
- Thubway Tham’s Inthult (1919)
- Thubway Tham’s Preth Agent (1919)
- Thubway Tham Rides in Style (1920)
- Thubway Tham’s Darkest Day (1920)
- Thubway Tham’s Thympathy (1920)
- Thubway Tham’s Birthday (1920)
- Thubway Tham’s Four Queens (1920)
- Thubway Tham’s Thenthe of Honor (1920)
- Thubway Tham in the Movies (1920)
- Thubway Tham’s Tobacco Heart (1920)
- Thubway Tham, Optimitht (1920)
- Thubway Tham’s Revenge (1920)
- Thubway Tham Playth Thanta Clauth (1920)
- Thubway Tham Getth Bail (1921)
- Thubway Tham’s Operation (1921)
- Thubway Tham’s Legathy (1921)
- Thubway Tham’s Fithing Trip (1921)
- Thubway Tham, Delegate (1921)
- Thubway Tham Meetth a Girl (1921)
- Thubway Tham and Cupid (1921)
- Thubway Tham’s Engagement (1921)
- Thubway Tham’s Jealouthy (1921)
- Thubway Tham’s Dithilluthionment (1921)
- Thubway Tham Goeth to the Ratheth (1921)
- Thubway Tham’s Hoodoo Roll (1921)
- Thubway Tham’s Chrithmath (1921)
- Thubway Tham’s Curiothity (1922)
- Thubway Tham Reformth (1922)
- Thubway Tham and Mr. Clackworthy (1922)
- Thubway Tham, April Fool (1922)
- Thubway Tham’s Dog (1922)
- Thubway Tham’th Apprentithe (1922)
- Thubway Tham’th Honethty (1922)
- Thubway Tham’th Better Thelf (1922)
- Thubway Tham’th Chrithmath Thpirit (1922)
- Thubway Tham’th Buthinethth Thlump (1923)
- Thubway Tham’th Jury Thervithe (1923)
- Thubway Tham’th Honetht Hundred (1923)
- Thubway Tham Dons a Dinner Jacket (1923)
- Thubway Tham’th Thure Thing (1923)
- Thubway Tham Gets a Mud Pack (1924)
- Thubway Tham’th Thcoop (1924)
- Thubway Tham Consults a Doctor (1924)
- Thubway Tham’s Brother in Affliction (1924)
- Thubway Tham, Hero (1924)
- Thubway Tham’s Tough Day (1924)
- Thubway Tham’s Word of Honor (1924)
- Thubway Tham Meetth Elevated Elmer (1925)
- Thubway Tham and Simon Trapp’s Trap (1925), aussi titré Thubway Tham and Simon Trapp
- Thubway Tham’s Underground Loyalty (1925)
- Thubway Tham’s Crothword Puthle (1925)
- Thubway Tham Plays (1925)
- Thubway Tham’s Labor of Love (1925)
- Get Your Hair Cut (1925)
- Thubway Tham’s Wonderful Day (1925)
- Thubway Tham and the Con Man (1926)
- Thubway Tham, Good Thamaritan (1926)
- Thubway Tham Tunes In (1926)
- Thubway Tham’s Red Wallet (1926)
- Thubway Tham’s Skyrocket (1926)
- Thubway Tham’s Monkey Pal (1926)
- Thubway Tham’s Pupil (1926)
- Thubway Tham’s Chrithmath Tree (1926)
- Thubway Tham Steals a Base (1927)
- Thubway Tham and the Rube (1927)
- Thubway Tham’s Puzzling Leather (1927)
- Thubway Tham, Patriot (1928)
- Thubway Tham’s Ides of March (1928)
- Thubway Tham Shakes a Star (1928)
- Thubway Tham’s Terror (1928)
- Thubway Tham’s Tender Heart (1928)
- Thubway Tham’s New Thuit (1928)
- Thubway Tham’s New Thought (1928)
- Thubway Tham Meets The Crimson Clown (1928)
- Thubway Tham’s Female Petht (1930)
- Thubway Tham Loveth Dogth (1930)
- Thubway Tham—Kidnaper (1930)
- Thubway Tham on the Air (1930)
- Thubway Tham’s Ignoble Patht (1930)
- Thubway Tham—Framed (1931)
- Thubway Tham’s Honethty (1932)
- Thubway Tham Back Again (1933)
- Thubway Tham and Nira (1933)
- Thubway Tham Theeth the Fair (1933)
- Thubway Tham—Gangthter (1934)
- Thubway Tham at the Danthe (1934)
- Thubway Tham—Thethpian (1934)
- Thubway Tham’th Glad Ragth (1934)
- Thubway Tham Meets a Racket (1937)
- Thubway Tham’th Thitdown Thtrike (1937)
- The Return of Thubway Tham (1937)
- Thubway Tham’s Jewelry Haul (1937)
- Thubway Tham—Model (1937)
- Thubway Tham’s Hot Wallet (1937)
- Thubway Tham Buys Buttons (1937)
- Thubway Tham—Vox Pop (1937)
- Thubway Tham’s Old Coin (1938)
- Thubway Tham’s Own Wallet (1938)
- Thubway Tham Goes Highbrow (1938)
- Thubway Tham to the Rescue (1938)
- Thubway Tham, and the Stars (1938)
- Why Tham Never Reformed (1938)
- Thubway Tham’s Thothial Thecurity (1938)
- Thubway Tham, Thvilian (1944)
- Thubway Tham’s Deed of Mercy (1948)
- Thubway Tham’s Perfect Day (1948)
- Thubway Tham Begins the Year (1949)
- Thubway Tham’s Quiz Program (1949)
- Thubway Tham’s Raffle Ticket (1949)
- Thubway Tham’s Better Thelf (1949)
- Thubway Tham’s Couthin (1949)
- Thubway Tham’s Funny Money (1950)
- Thubway Tham’s Veiled Lady (1950)
- Thubway Tham, Eye Witness (1950)
- Thubway Tham Ith Raided (1950)
- Thubway Tham’s Crisis (1951)
- Thubway Tham’s Nithe Old Lady (1952)
- Thubway Tham Returns (1959) Publié en français sous le titre Le Retour de Zubway Zam, Paris, Fayard, Le Saint détective magazine no 60, février 1960
- Thubway Tham's Double Play (1959) Publié en français sous le titre Thumbway Tham mise sur les deux tableaux, Paris, Fayard, Minuit no 8, 1959
- Thubway Tham’s Bomb Scare (1960) Publié en français sous le titre Zubway Zam ne perd pas le nord, Paris, Fayard, Le Saint détective magazine no 65, juillet 1960

#### SérieThe Spider
- The Spider's Den (1918)
- The Spider's Sign (1918)
- Into the Spider’s Jaws (1918)
- The Shekel of Shame (1918)
- The Turquoise Elephant (1918)
- The Spider's Venom (1918)
- The Spider's Debt (1918)
- The Spider's Wrath (1918)
- The House of Horror (1918)
- The Spider's Command (1918)
- The Spider's Strain (1919)
- The Spider's Reward (1919)

#### SérieJohn Flatchley, the Thunderbolt
- Master and Man (1920)
- The Kidnaped Midas (1920)
- The Big Six (1920)
- The Thunderbolt Collects (1920)
- The Thunderbolt’s Jest (1921)
- The Thunderbolt’s Engagement (1921)

#### SérieRichard Staegel, the Man in Purple
- The Man in Purple (1921)
- The Man in Purple Meets a Man in Blue (1921)
- Breath of Disaster (1921)

#### SérieThe Avenging Twins
- The Avenging Twins (1923)
- The Avenging Twins Try Again (1923)
- The Avenging Twins' Third Trick (1923)
- Pearls of Great Price (1923)
- The Avenging Twins' Fifth Victim (1924)
- The Avenging Twins' Last Bow (1924)
- The Avenging Twins Return (1925)
- The Avenging Twins Collect (1926)

#### SérieDelton Prouse, the Crimson Clown
- The Crimson Clown (1926)
- The Crimson Clown is Cornered (1926)
- The Crimson Clown's Competitors (1926)
- The Crimson Clown Pursues Himself (1926)
- The Crimson Clown's Dumb Friend (1927)
- The Crimson Clown's Treasure Hunt (1927)
- The Crimson Clown's Blackmail Trail (1927)
- The Crimson Clown's Double (1927)
- The Crimson Clown's Winged Loot (1928)
- The Crimson Clown's Matinee (1928)
- The Crimson Clown Scores with a Snore (1928)
- Thubway Tham Meets The Crimson Clown (1928)
- The Crimson Clown Faces Murder (1929)
- The Crimson Clown's Return (1930)
- The Crimson Clown - Avenger (1930)
- The Crimson Clown's Threat (1931)
- The Crimson Clown's Romance (1931)
- The Crimson Clown’s Return (1944)

#### SérieThe Mongoose
- Alias the Mongoose (1932)
- The Voice from Nowhere (1932)
- The Mongoose Strikes Again (1932)
- Smoke of Vengeance (1932)
- Jewels of the Rajah (1932)
- Ransom for Vengeance (1932)
- Six Sacks of Gold (1933)
- Profit for the Mongoose (1933)
- Trap of the Mongoose (1933)

#### SériePeanut Pete
- Peanut Pete (1932)
- Peanut Pete Leaves a Trail (1932)
- Peanut Pete Change of Diet (1932)

#### SérieEl Torbellino/The Whirlwind
- Alias the Whirlwind (1933)
- The Whirlwind’s Revenge (1934)
- The Whirlwind’s Red Trail (1934)
- The Whirlwind’s Rage (1934)
- The Whirlwind’s Ready Blade (1934)
- The Whirlwind’s Frenzy (1934)

#### SérieDanny Blaney, the Green Ghost
- The Green Ghost (1934)
- The Day of Settlement (1934)
- Swift Revenge (1934)
- The Green Ghost Stalks (1934)
- The Murder Note (1935)
- Deadly Peril (1935)
- Bloodstained Bonds (1935)

#### SérieThe Bat
- The Bat Strikes (1934)
- Bite of the Bat (1934)
- Shadow of the Bat (1935)
- Code of the Bat (1935)

#### Autres nouvelles
- The Song of the Sand (1906)
- The Escape (1906)
- Paula of Pribilof (1907)
- The Youngster (1907)
- Doomed by Post (1907)
- The Subjugation of Liz (1907)
- The Mayor of Lizard (1907)
- Love and Scrappy Scraggs (1907)
- The Victory of Nokes (1907)
- The Capture of Bad Man Simms (1907)
- His Own Burglar (1908)
- The Parker Necklace (1908)
- Into the South (1908)
- Land of Lost Hope (1908)
- The Cheyenne Dome (1908)
- A Deal in Totem-Poles (1908)
- A Deal in Golden Calves (1908)
- A Deal in Native Sons (1908)
- At the Mercy of the Enemy (1908)
- A Deal in Real Estate (1908)
- Shipmates with Horror (1908)
- Song and the Man (1908)
- At Bay on the Limited (1909)
- A Deal in Hearts (1909)
- The Buffer (1909)
- A Matter of Reputation (1909)
- Fate Deals the Cards (1909)
- At His Mercy (1909)
- It Happened to Hicks (1909)
- When the World Stood Still (1909)
- The Courage Club. Nos. 5 and 6 (1909)
- An Original Revolution (1909)
- The Green Glove (1910)
- A Trail of Mysteries (1910)
- Held as Hostage (1910)
- Freak Farm’s Two Bad Days (1910)
- The Spark of Manhood (1910)
- The Clodhopper (1911)
- Through the Mill (1911)
- The Compton Case (1911)
- The Emperor’s Strategy (1911)
- Shiftless Simms (1912)
- The Thing He Needed (1912)
- Learning from Lizzie (1912)
- Force Inscrutable (1913)
- Siskiyou (1913)
- Four Married Persons (1913)
- Lights of Lucky Loon (1914)
- Pennington’s Choice (1914)
- Wild Norene (1914)
- Sanded in San Diego (1914)
- The Call to Peace (1914)
- Dented in Denver (1914)
- The Last Thirty Minutes (1914)
- Safety First (1915)
- At Sea in Seattle (1915)
- The Strength of Small (1915)
- Little Erolinda (1916)
- Two Bad Men (1916)
- Men of Steel (1916)
- The Beast (1917)
- Forbearance (1917)
- The Jungle Trail (1917)
- Bricks and Beans (1917)
- His Moment of Decency (1917)
- The Man and the Code (1917)
- Was It Suicide? (1917)
- The Winning Trick (1917)
- Without the Blue (1918)
- The Evident Trail (1918)
- Daughter of Sun (1918)
- A White Man's Chance (1918)
- The Brute-Breaker (1918)
- Evening Dress (1918)
- An Item of Undinished Business (1918)
- While the Blizzard Raged (1918)
- Steaks of Fire (1919)
- Poddin's Mistake (1919)
- Terror (1919)
- Elusive Don Buffon (1919)
- Valérie's Bait (1919)
- Monsieur Ledantec's Little Fling (1919)
- Woman's Weapons (1919)
- Sister Story (1919)
- The Christmas Eve of Squinty Pete (1919)
- Carden, Crook Comedian (1920)
- Smoke Against the Sky (1920)
- Plain Harness Bull (1920)
- The Great Fear (1920)
- The Foaming Barrier (1920)
- Flaming Hate (1920)
- The Languid Love of Lucien (1920)
- The Witless One (1920)
- Blind Terror (1920)
- John Standon of Texas (1920)
- Riley Saves a Man (1920)
- The Mystery of the Private Dining Room (1920)
- The Gentle Stanger (1920)
- Settled Claims (1920), en collaboration avec William D. Hoffman
- The Cactus Fool (1920), en collaboration avec William D. Hoffman
- A Christmas Go-Between (1920)
- Pores (1921)
- Butts First (1921)
- Mysterious Doctor Toke (1921)
- Code of the Woods (1921)
- Vice Versa (1921)
- In the Candelaria Reserve (1921), en collaboration avec William D. Hoffman
- Reflected in the Mirage (1921), en collaboration avec William D. Hoffman
- To the Satisfaction of the Sheriff Tom (1921), en collaboration avec William D. Hoffman
- South of the Pass (1921)
- The Mouthpiece will Know! (1921)
- A Crook without Honor (1921)
- Cowboy Avengement (1921)
- The Gorgeous Idiot (1921)
- Run to Ground (1921)
- Diamonds, Dirt and Duty (1921)
- A Tiny Tamer of Man (1921)
- Hurricane Hale (1921)
- Loot and Love (1922)
- On Flimsy Paper (1922)
- Blurred Heroism (1922)
- The Blue Streak (1922)
- Bad Man's Bluff (1922)
- Common Kid Gloves (1922)
- Hooked (1922)
- The Strong-Box Trap (1922)
- Rogues of Red Desert (1922)
- Four Patriots (1922)
- Mail in Office for You (1923)
- Glorious Enemies (1923)
- For a Lady in Distress (1923)
- Hard to Fool a Buzzard (1923)
- The Blotted Slip (1923)
- Another Man’s Boots (1923)
- Two Softies in Sunland (1923)
- Raiders of the South Sea (1923)
- Imprinted in Cream (1923)
- The Blot of Fate (1923)
- The King of Cactusville (1923)
- Fruit Punch for Three (1923)
- Hard-up Hayes and His Pearl-Handled Gun (1923)
- The Black Jarl (1923)
- Dallan’s Yuletide Gift (1923)
- Saddle Mates (1924)
- Picked Up and Brought In (1924)
- Old Sidewinder Plays Samaritan (1924)
- The Red Finger of Dawn (1924)
- For a Cottage in the Country (1924)
- Slaves of the Desert Cup (1924)
- The Lone Star and the Lady (1924)
- Ride ’Em Cowboy! (1924)
- Poisoned Minds (1924)
- The Rio Grande Wolf (1924)
- Speed Sparke (1924)
- Yakima Copeland—Coward (1924)
- Haggerty’s Merry Christmas (1924)
- Maid of Mystery (1925)
- The Shadow on the Shade (1925)
- The Last Lap (1925)
- The Village of Wanted Men (1925)
- Holsters Tied Down (1925)
- The Last Lap (1925)
- The Ming Vase (1925)
- The Unbranded 30 (1925)
- Shangaied (1925)
- Avengers Three (1925)
- Fancy Chaps (1925)
- The Perfume Trail (1926)
- M. Raoul's Winning Ways (1926)
- The Greatest Claim (1926)
- The Grin of Death (1926)
- The Ghost Town (1926)
- Advertised in Advanced (1926)
- X-X-40 (1926)
- Devil’s Portage (1926)
- Refuge That Failed (1926)
- Trick of the Fox (1926)
- Killers’ Haven (1926)
- Is a Bad Man Ever Human? (1926)
- The Screechin’ Kid (1926)
- The Notched Menace (1926)
- Poison for Bad Men (1926)
- Pancake Pete (1926)
- A Reason for Wrath (1926)
- Full Reward (1926)
- The Answering Flame (1926)
- New Boots (1926)
- Shootin' Mad (1927)
- The Broken Dollar (1927)
- The Trouble Man (1927)
- The Masked Trail (1927)
- Red Ranger (1927)
- When Loves Rides Too (1927)
- Richard Hugues: Railroad Detective (1927)
- Drawn Fangs (1927)
- Plotters of Gopher Gulch (1927)
- A Snow-Bound Yuletide (1927)
- The Man Who Rode Alone (1927)
- The Bunk House Pest (1928)
- The Stool Pigeon (1928)
- Swiftgun Sam (1928)
- Rogues Retreat (1928)
- The Green Sombrero (1928)
- Burning Feet (1928)
- Double Revenge (1928)
- Violence Valley (1928)
- The Blazing Hill (1928)
- Caught Cold (1928)
- The Trail to Revenge (1928)
- Death by Request (1928)
- Hands Down (1928)
- Double Theft (1928)
- Behind the Locked Door (1928)
- Ride North! (1928)
- Very Bad Bad-Men (1928)
- Baby Beef (1928)
- Gertie Shines Through (1928)
- The House of His Friend (1928)
- At the Pit’s Edge (1928)
- White Mask and Black Heart (1928)
- The Range Pest (1928)
- The Last Man (1928)
- Six-Guns and Soap (1928)
- Bedded Cattle (1928)
- The Town Tamer (1928)
- The Trouble Dodger (1928)
- A Daughter of the Range (1928)
- The Thrill of Suspense (1928)
- The Bigwig Bandit (1928)
- The Bar Z Coward (1928)
- The Desert’s Verdict (1928)
- Wild Wolf of Wyoming (1928)
- Wolf Claws and Santa Claus (1928)
- Wild William Wilts (1929)
- Tricky Hardware (1929)
- Chaps Make the Chap (1929)
- The Love of Liselle (1929)
- Magic Numbers (1929)
- The Man Who Changed Rooms (1929)
- The Voice from the Rocks (1929)
- The Brute and the Beauty (1929)
- Behind Closed Doors (1929)
- A Hold-Up of Hearts (1929)
- Lawless Law (1929)
- The Crazy Kimona (1929)
- Buckskin Blights His Boss (1929)
- Jazzy James (1929)
- The One-Way Trail (1929)
- With Guns Aflame (1929)
- The Clean Gun (1929)
- Border Gunmen (1929)
- Double Death Takes the Air (1929)
- Crimson Hands (1929)
- The Blue Decoy (1929)
- The Saga of Smoky Sarn (1929)
- Three Tips to Trackadore (1929)
- The Flaming Trail (1929)
- Gun Debts (1929)
- The Mystery Lighthouse (1929)
- Shootin’ Fools (1930)
- Death Rides the Night Stage (1930)
- Romance of Roaring Valley (1930)
- Gun Brothers (1930)
- An Adventure with Death (1930)
- The Red Rope (1930)
- Rattler-Wise (1930)
- The Shrouded House Murder (1930)
- The Trouble Brothers’ Quick Deal (1930)
- Brood of the Flame (1930), aussi titré Brothers of the Leaping Flame
- The Blood Mill (1930)
- The Last Straw for Jake (1930)
- The Purple Palm (1930)
- Green Strings (1930)
- Tapes and Trails (1930)
- Apache Ed (1930)
- The Rollicking Rogue (1930)
- Flaming Hardware (1930)
- The Rollicking Rogue's Second Deal (1930)
- Sneaky’s Christmas Pearls (1931)
- The Bunk House Brute (1931)
- Murder Ahead! (1931)
- The Menace (1931)
- You’re Dead! (1931)
- Riot Ranch (1931)
- The Sealed House (1931)
- Rangeland Racketeers (1931)
- Boss of the Wiggleworm (1931)
- Diamonds and Dough (1931)
- The Men Who Make the Argosy (1931)
- Who Dies Next? (1931)
- At the Sign of the Death’s Head (1931)
- Broom of God (1931)
- Her Desert Devil (1931)
- A Million-Dollar Dog (1931)
- While Winona Waited (1931)
- Death De Luxe (1931)
- The Flaming Stallion (1932)
- Her Outlaw Lover (1932)
- The Murgot Mob (1932)
- Bogus Guilt (1932)
- Overdue for Death (1932)
- Blind Trail (1932)
- The Bloodhound (1932)
- Murder at the Ringside (1932)
- Death’s Cocktail (1932)
- The Nervous Prince (1932)
- Death Rides the Airway (1932)
- The Yellow Finger (1932)
- Rogue of the Highway (1932)
- Gun Notches (1932)
- What Price Outlaws? (1932)
- Taming an Outlaw (1932)
- Saved by Sorcery (1932)
- Lowest of the Low (1932)
- The Double Spot (1932)
- Makin' Smoke (1932)
- Privilege to Kill (1932)
- Four Men to Get! (1932)
- Love Mesa (1932)
- Crow Bait (1933)
- The Panamint Wolf (1933)
- The Lame Fox (1933)
- New York—Big Oil Town! (1933)
- The Grim Pursuit (1933)
- The Maverick (1933)
- Boomerang! (1933)
- Outlaw Pals (1933)
- Terror Town (1933)
- The Tower of Masks (1933)
- Mask of Terror (1933)
- When Justice Couldn't Reach (1933)
- Virtuous Crime (1933)
- Phantom Portage (1933)
- The Trusted Outlaw (1933)
- Canyon of the Lost (1933)
- Double Death (1933)
- Horgan Rides Alone (1934)
- Mask of Nippon (1934)
- The Romance Kid (1934)
- Death by the Alphabet (1934)
- Rat Eat Rat (1934)
- Road to Jeopardy (1934)
- Death's Curtain Call (1934)
- Lovers’ Arroyo (1934)
- Push-Over (1934)
- Killer’s Canyon (1934)
- Hell's Doorstep (1934)
- The Murder Trap (1934)
- The Lagoon of Monsters (1934)
- Sheriffing for a Season (1935)
- Shooting Stranger (1935)
- Border Guns (1935)
- Two-Gun Trail (1935)
- Riders Against the Moon (1935)
- Waste-land Riders (1935)
- Knight of Atonement (1935)
- Burning Wires (1935)
- Daggered Dames (1935)
- Señor Scalawag (1935)
- Brick-Top in Blue Rock (1935)
- Sagebrush Sand (1935)
- Hell-Town Roundup (1935)
- Weak Brother (1935)
- Gun-Fight Gold (1935)
- Hostile Town (1935)
- Trail of Marked Men (1935)
- Treasure Trek (1935)
- Son of the Forest (1936)
- The Frontier Frame-up ( 1936)
- Cowboy Afoot (1936), aussi titré Cowboys Never Walk
- High and Mighty (1936)
- Doomed to Die (1936)
- Old Lady Fate (1936)
- Circus Cowboy (1936)
- Don Peon (1936)
- The Gleeful Gunman (1936)
- Barriers of Gold (1936)
- Fangs of Felony (1936)
- Wench Caravan (1936)
- The Romance Buster (1937)
- The Colt Cavalier (1937)
- Safety-First Murder (1937)
- Tumble-Down’s Top Hand (1937)
- Señor Vulture (1937)
- Address Unknown (1937)
- Crown Prince of Cattle Land (1937)
- Renegade Rider (1937)
- Tainted Caballero (1938)
- Love’s Trading Post (1938)
- Trailed by Two (1938)
- The Caliente Kid (1938)
- Gunfire Deal (1938)
- Black Grandee (1938)
- Four Lashes an Hour (1939)
- Without Help of Posse (1939)
- The Trail Boss (1939)
- Guardian Devil (1939)
- Beast of Batu (1939)
- Whelp of the Fox (1939)
- Murder in Lotus Lane (1939)
- Posse on Wheels (1939)
- Don Renegade (1939)
- Posse of Two (1940)
- Color Scheme (1940)
- Murder Under Guard (1940)
- The Devil’s Doubloons (1940)
- Outlaws’ Masquerade (1940)
- Maverick Girl (1940)
- Senor Devil-May-Care (1940)
- A Favor for Li Chin (1940)
- Murder Limited (1940)
- Love’s Siesta (1940)
- Murder Stalks the Park (1940)
- Hostage of Honor (1940)
- Pinch Hitter (1941)
- Guns of the Cleanup Trail (1941)
- Gunslingin’ Galligan (1941)
- Horse Thief Brand (1941)
- Citizen Scout (1941)
- Singing Lead for Polka Dot (1941)
- Ranch Alarm (1941)
- Puma Jake Keeps a Promise (1941)
- Don Roberto’s Right Arm (1941)
- Don Ricardo Returns (1941)
- Dugan Gets His Letter (1942)
- Maverick Man Hunter (1942)
- Gridiron Renegade (1942)
- Singin’ Steve Comes Home (1942)
- Dusty Reward (1942)
- Stranger from Sonora (1942)
- The Never-Smilin’ Kid (1942)
- Where the Trail Forks (1942)
- The Mark of the Cougar (1942)
- Hot Hardware (1942)
- Pestilence Isle (1942)
- Crimson Gold (1942)
- Ghost Bullet Range (1942)
- Gunfire Gauntlet (1942)
- Woes Bowl (1942)
- Satan’s Caballero (1942)
- Empty Bunkhouse (1942)
- Free Grass Means Gunfighters with Guts! (1942)
- In Her Fathers Boots (1942)
- Squad Clown (1943)
- Prairie Wolf (1943)
- Champion of Her Heart (1943)
- The Nighthawk Who Hated Texicans (1943)
- Voice of Tonto Basin (1943)
- A Texan Hits the Trouble Trail (1943)
- Sons of Satan’s Valley (1943)
- The Ghost of Danny Frayne (1944)
- Ragtag Rodeo Queen (1944)
- Nita of the Painted Sands (1944)
- Painted Trail (1944)
- Trail of the Cougar Kid (1944)
- Bandits Buried Free (1944)
- Saddle Tramp (1944)
- Horseshoe for Luck (1944)
- Love in Emerald Valley (1944)
- Trail to Yesterday (1944)
- Fumblefist Plays the Game (1945)
- Wild Jim’s Girl (1945)
- Men with Wounds (1945)
- Brother’s Keeper (1945)
- Paulette of Pinto Valley (1945)
- Boss of Indian Butte (1945)
- Ranger out of Bounds (1945)
- Brush Poppers (1945)
- Calf Love (1945)
- Sod House Santa Claus (1945)
- Death Plays Santa Claus (1945)
- Feast of Flaming Guns (1945)
- Merry Christmas, Ranger! (1945)
- Touchdown in the Fog (1945)
- Merry Christmas, Copper! (1946)
- Gopher Doane Pays His Debts (1946)
- Home-Town Christmas (1946)
- Puma Joe Starts a New Year (1946)
- New Year’s Eve Test (1946)
- New Year’s Trap (1946)
- Demons of Disaster (1946)
- Senorita Whirlwind (1946)
- Tilda of the Tomboy Spread (1946)
- Christmas at Broken Wheel (1947)
- Christmas Jinx (1947)
- New Year’s Deadline (1947)
- Death Starts the New Year (1947)
- New Year’s at Coyote Creek (1947)
- Duel in the Arena (1947)
- Ridin’ into Trouble (1947)
- Open House for a Killer ( 1947)
- Prairie Sawbones (1947)
- Ranger Santa Claus (1947)
- Snowshoe Santa Claus (1947)
- New Year’s Duty (1948)
- Buckskin Santa Claus (1948)
- Christmas Eve Detail (1948)
- Crimson Siesta (1948)
- Quiet Christmas Morning (1948)
- Santa Thumbs a Ride (1948)
- Sneaky Pete’s Christmas Eve (1948)
- Undercover Santa Claus (1948)
- Death Ends the Year (1948)
- Gunsmoke’s Happy New Year (1948)
- New Year’s at Rock Siding (1948)
- Stagecoach Yuletide (1948)
- New Year’s Pardon (1948)
- Satan’s Grubstake (1948)
- Hunted Man (1948)
- Rodeo Road to Happiness (1948)
- Chaparral Pilot (1948)
- Snatch Thief (1948)
- Injun Hate (1948)
- Under the Rodeo Lash (1948)
- Marshal of Tadpole Gulch (1948)
- Blister City Sawbones (1948)
- Replacement Rider (1948)
- Scorpion Country (1948)
- Outlaw’s Christmas (1948)
- Santa in the Saddle (1948)
- Santa Rides a Burro (1948)
- Trading Post Christmas (1948)
- Trail to Cnristmas (1948)
- Tramps’ Christmas Eve (1948)
- Bush Pilot’s Happy New Year (1949)
- New Year’s Decision (1949)
- New Year’s Pitfall (1949)
- New Year’s Stranger (1949)
- Ranger’s Happy New Year (1949)
- Christmas Climax (1949)
- Christmas Tree Detail (1949)
- New Year in the Saddle (1949)
- Fightin’ Fools (1949)
- Rider from the Pampas (1949)
- Santa Claus Precinct (1950)
- Rancho Marauders (1950)
- Tumbleweed and the Lovely Lady (1950)
- Pilgrim on the Prod (1950)
- Shaggy Pants (1950)
- Trail to Heart’s Desire (1950)
- Agency Injun (1950)
- Madcap of the Broke Wheel (1950)
- Pounding Hoofs and Hearts (1951)
- Love Throws a Long Loop (1951)
- Way Station to Hell (1951)
- Double-Crosser (1951)
- Heart-Bustin’ Bronc-Buster (1951)
- Step-Aside Man (1953)
- Fate Rides the Cyclone (1955)
- The Girl in the Jail (1955)
- His Kind of Hellion (1957)

#### Nouvelles signées Harrington Strong

##### SériePeter Noggins
- Initiating Noggins (1920)
- Noggins Shows His Nerve (1920)
- Noggins’ Souvenir (1920)
- Noggins Uses His Brains (1920)
- Noggins Sees It Through (1920)
- Noggins Gets His Man (1920)

##### Autres nouvelles signées Harrington Strong
- Who Slew William Drew? (1917)
- On the Brink of Oblivion (1918)
- The Great Green Ring (1919)
- The Mystery’s Key (1919)
- Slave of Mystery (1919)
- The Only Way (1919)
- The Brand of Silence (1919)
- The Perfect Hiding Place (1919)
- Alias Madam Madcap (1919)
- The Scarlet Scourge (1920), court roman paru en feuilleton
- Pardon by Force (1920)
- The Demon (1920)
- The Glove of Guilt (1921)
- Fancy Crooks (1921)
- Tony Turns (1921)
- The Obvious Clew (1921)
- The Ghost Phone (1921)
- Thunder’s Master (1921)
- Scornful Waters (1921)
- Say It with Flowers (1921)
- Stampeders (1921)
- Worked with Nicotine (1922)
- Eternal Assets (1922)
- Freed Through Fire (1923)
- The Unwiped Blade (1923)
- Jerry, the Boaster (1923)
- Behind the Green Mask (1923)
- A Dry Clew (1923)
- Two Who Worked Alone (1924)
- Saddle Mates (1924)
- The Show-down (1925)
- Slippery Joe’s Yuletide Surprise (1927)
- Death Paint (1928)
- Double Decoy (1928)
- Riding Raiders (1929)
- The Crime Circle (1929)
- The Foxhound’s First Chase (1933)
- Milk-Can Cop (1937)
- Nosed Out (1937)

#### Nouvelles signées Raley Brien
- When Love Rides Too (1926)
- Arizona Quade (1933)
- Perdition (1933)
- Outlaw's Doom (1940)
- Bad Man’s Way (1941)
- Bandit Guns (1941)
- Gamblin' Man (1941)
- Apache Smoke (1941)
- Deputy Dynamite (1942)
- Crutch Brigade (1944)
- Christmas Eve at Stony Fork (1945)
- Sunbonnet Sue (1946)
- New Year’s Nighthawk (1946)
- Buzzard Law (1946)
- Wild Horse Victory (1947)
- Rodeo Rowdy (1947)
- New Years Guns Aflame (1948)
- Outlawed Rider (1948)
- Men Afraid (1948)
- Rodeo Marshal (1949)
- Fightin’ Pay (1949)
- Guardian of the Trail (1949)
- Payday Brawl (1949)
- Home Town Rodeo (1950)
- Jake of All Trades (1950)
- Red Trail to Death (1950)
- Arrows in the Trail (1950)
- Fruit of the Cottonwood (1950)
- Lookin’ for a Man (1950)
- Hobbley Wasn’t Smiling (1951)
- But One Man Alone Might (1954)

#### Nouvelles signées George Drayne
- Hard Hombres (1929)
- The Double Comeback (1931)
- Yakima Pete Goes Home (1931)
- Deuce of Death (1931)
- Courage Trail (1933)
- The Ivory Goddess (1933)
- Coward for a Reason (1941)

#### Nouvelles signées Fredric (Frederic) Phelps
- Smiling Death (1933)
- Man with a Mule (1945)
- Wild Town Lawmen (1945)
- The Maverick (1947)
- Chuckwagon Sweetheart (1947)
- Pickup Man (1948)
- Billy Little Hatchet (1948)
- Drag Driver (1948)
- Firewater Medicine (1948)
- Rough Tough Dennison (1949)

#### Nouvelles signées Monica Morton
- A Kiss for a Cowboy (1944)
- Death Rides in the Finals (1944)
- Circus Rider (1945)
- Hoodoo Chute (1945)
- Beth of Tent City (1945)
- Wildcat Kitty (1945)
- Wildcat in the Saddle (1946)
- Exhibition Champ (1946)
- Singing Rope (1946)
- Kitchen Ranger (1947)
- Banjo Girl (1948)
- Sharpshooter Girl (1949)
- Vagabond Rider (1950)

#### Nouvelle signée Rowena Raley
- Princess in Chains (1952)

## Filmographie

### Au cinéma
- 1918 : Unclaimed Goods, film muet américain réalisé par Rollin S. Sturgeon
- 1919 : A White Man's Chance, film muet américain réalisé par Ernest C. Warde, adaptation de la nouvelle A White Man's Chance publiée en 1918
- 1919 : Dégradation (The Brute Breaker), film muet américain réalisé par Lynn Reynolds, adaptation de la nouvelle The Brute-Breaker (1918)
- 1920 : Ruth of the Rockies, film muet américain réalisé par George Marshall, adaptation du roman Broadway Bab (1919), avec Ruth Roland
- 1920 : Le Signe de Zorro, film muet américain réalisé par Fred Niblo et Theodore Reed, adaptation du roman The Curse of Capistrano (1919), avec Douglas Fairbanks, dans le rôle de Zorro, et Noah Beery
- 1921 : The Kiss, film muet américain réalisé par Jack Conway, d'après la nouvelle Little Erolinda (1916), avec George Periolat
- 1922 : Captain Fly-by-Night, adaptation du roman Captain Fly-by-Night, film muet américain réalisé par William K. Howard
- 1924 : Ride for Your Life, film muet américain réalisé par Edward Sedgwick, avec Hoot Gibson et Laura La Plante
- 1926 : Le Torrent de glace (The Ice Flood), film muet américain réalisé par George B. Seitz, nouvelle adaptation de la nouvelle The Brute-Breaker (1918), avec Kenneth Harlan et Viola Dana
- 1927 : Black Jack, film muet américain réalisé par Orville O. Dull, adaptation de la nouvelle The Broken Dollar (1927), avec Buck Jones
- 1928 : Saddle Mates, film muet américain réalisé par Richard Thorpe, adaptation de la nouvelle Saddle Mates (1924) signée Harrington Strong, avec Wally Wales et Hank Bell
- 1935 : The Outlaw Deputy (en), film américain réalisé par Otto Brower, adaptation de la nouvelle King of Cactusville (1923), avec Tim McCoy
- 1936 : The Bold Caballero, film américain réalisé par Wells Root, d'après une idée de Johnston McCulley, avec Robert Livingston dans le rôle de Zorro
- 1937 : The Trusted Outlaw, film américain réalisé par Robert N. Bradbury, adaptation de la nouvelle The Trusted Outlaw (1933), avec Bob Steele
- 1937 : Rootin' Tootin' Rhythm (en), film américain réalisé par Mack V. Wright, d'après une histoire originale de Johnston McCulley, avec Gene Autry
- 1937 : The Red Rope, film américain réalisé par S. Roy Luby, d'après une histoire originale de Johnston McCulley, avec Bob Steele
- 1938 : Rose of the Rio Grande, film américain réalisé par William Nigh, d'après une histoire originale de Johnston McCulley, avec John Carroll
- 1940 : Le Signe de Zorro (The Mark of Zorro), film américain réalisé par Rouben Mamoulian, adaptation du roman de The Curse of Capistrano (littéralement : Le Fléau de Capistrano), avec Tyrone Power dans le rôle de Zorro
- 1941 : L'Aventure en Eldorado (Doomed Caravan), film américain réalisé par Lesley Selander, scénario de Johnston McCulley d'après un récit de Clarence E. Mulford, avec William Boyd dans le rôle de Hopalong Cassidy, Russell Hayden et Andy Clyde
- 1942 : Overland Mail, film américain réalisé par Ford Beebe et John Rawlins, d'après une histoire originale de Johnston McCulley, avec Lon Chaney Jr.
- 1943 : Outlaws of Stampede Pass, film américain réalisé par Wallace Fox, d'après une histoire originale de Johnston McCulley, avec Johnny Mack Brown
- 1944 : Raiders of the Border, film américain réalisé par John P. McCarthy, d'après une histoire originale de Johnston McCulley, avec Johnny Mack Brown
- 1945 : South of the Rio Grande, film américain réalisé par Lambert Hillyer, scénario de Johnston McCulley, avec Duncan Renaldo dans le rôle de Cisco Kid
- 1946 : Le retour de Don Ricardo (Don Ricardo Returns), film américain réalisé par Terry O. Morse, d'après une histoire originale de Johnston McCulley, avec Fred Coby
- 1951 : Le Signe des renégats (The Mark of the Renegade), film américain réalisé par Hugo Fregonese, adaptation du roman de Don Renegade, avec Ricardo Montalban
- 1954 : The Black Pirates, film américain réalisé par Allen H. Miner, d'après une histoire originale de Johnston McCulley, avec Anthony Dexter
- 1958 : Signé Zorro (The Sign of Zorro), film américain réalisé par Lewis R. Foster et Norman Foster pour Walt Disney Productions, adaptation du roman de The Curse of Capistrano, avec Guy Williams dans le rôle de Zorro

### À la télévision
- 1957-1961 : Zorro, série télévisée américaine produite par les studios Disney.  Johnston McCulley participe directement aux scénarios de trois épisodes : Rendezvous at Sundown (saison 2, épisode 5) ; The New Order (saison 2, épisode 6) ; Zorro and the Flag of Truce (saison 2, épisode 8)
- 1974 : Le Signe de Zorro, téléfilm américain réalisé par Don McDougall, adaptation du roman de The Curse of Capistrano, avec Frank Langella dans le rôle de Zorro